# Токарево (село, Гагаринский район)
 Токарёво — село в Смоленской области России, в Гагаринском районе. Расположено в северо-восточной части области в 30 км к югу от Гагарина, на обеих берегах реки Воря.
Население — 844 жителя (2007 год). Административный центр Токарёвского сельского поселения.

## История
В селе в 1812 году начались боевые действия партизанского отряда Дениса Давыдова.
В историю Отечественной войны 1812 г. Токарево вошло как место первых схваток партизанского отряда Дениса Давыдова с французами.
В конце 1812 г. отряд достиг с. Скугорево, расположенного южнее Токарева. Укрытое со всех сторон лесами и находящееся на возвышенности, что позволяло обозревать окрестности на 5—7 км, оно стало лагерем партизан.
Первый бой отряда произошёл 14 сентября. Вот как описывают его современные историки: «Французские мародеры обобрали крестьян, нагрузили пожитками большой обоз и легли спать, выставив лишь небольшую охрану. Незаметно приблизившись, партизаны сняли часовых и вошли в село. 90 вражеских солдат сдались в плен, а оказавшие сопротивление были уничтожены.
Вскоре сторожевые пикеты донесли о приближении к Токареву новой неприятельской команды. Д. Давыдов приказал партизанам сесть на коней и укрыться за строениями. Французы шли по улице колонной. Дойдя до середины села, они остановились, огляделись, поставили ружья. В это время на них и налетели конники Давыдова. Через несколько минут у плетней и заборов лежали десятки неприятельских трупов. Толпа пленных, увеличившаяся до 160 человек, стояла на выгоне у церкви».
В память об этих событиях на конторе госплемзавода установлена мемориальная доска. Местная легенда гласит, что поверженные в схватке с партизанами французы были захоронены рядом с д. Полянка, располагавшейся в нескольких километрах от Токарева.
О.Ю. Михайлова, коммерческий директор ООО «Орбита плюс» (г. Гагарин)
«История Гжатских деревень»
(Материалы научно-практической конференции 7.12.2005 г.)
г. Гагарин, 2006г.

## Достопримечательности
Усальба П.Н. Воейкова.
Усадьба гвардии поручика П.Н. Воейкова известна с 1770-х гг.; в первой четверти XIX в. принадлежала уездному предводителю дворянства (1817—1822, 1829—1831) гвардии подпоручику Н.С.Воейкову, затем — его сыну коллежскому асессору, уездному предводителю дворянства (1859—1867) И.Н. Воейкову; его дочь С.И. Воейкова вышла замуж за гр. Д.Д. Татищева (1832—1887); наследники, сыновья гр. И.Д., Д.Д., С.Д. Татищевы продали усадьбу в 1892 г. юристу, действительному статскому советнику Ф.Ф. Крахту (1835—1894); последняя владелица до 1917 г. — его дочь дворянка Е.Ф. Крахт (1860-1943).
Сохранились надстроенная кухня-столовая, здание молочного завода, элеватор, руины хозяйственных построек, остатки парка с прудом.
При последних владельцах в усадьбе создано крупное хозяйство: винокуренный завод, конюшня, оранжерея, кузница, сад, огород, сыроварня.
Трёхэтажный главный дом, возведённый на рубеже XVIII—XIX вв. в стиле раннего классицизма, разрушен в 1943 г.
Е.Ф. и Ф.Ф. Крахты похоронены на Введенском кладбище в Москве.
---------- Лукомский Г. Смоленские усадьбы // Столица и усадьба, 1914, №9, с. 3; Матов, с. 32-53; Приложения, т. 4, с.28; РГАДА. Ф.1355. Оп.1. Д.1470. Л. 69; СГВ, 1891; СЕВ, 1870, № 1, с. 56.
Вернуться к книге
А.Б. ЧИЖКОВ, Н.Г. ГУРСКАЯ
Смоленские усадьбы